# Preservation Hall

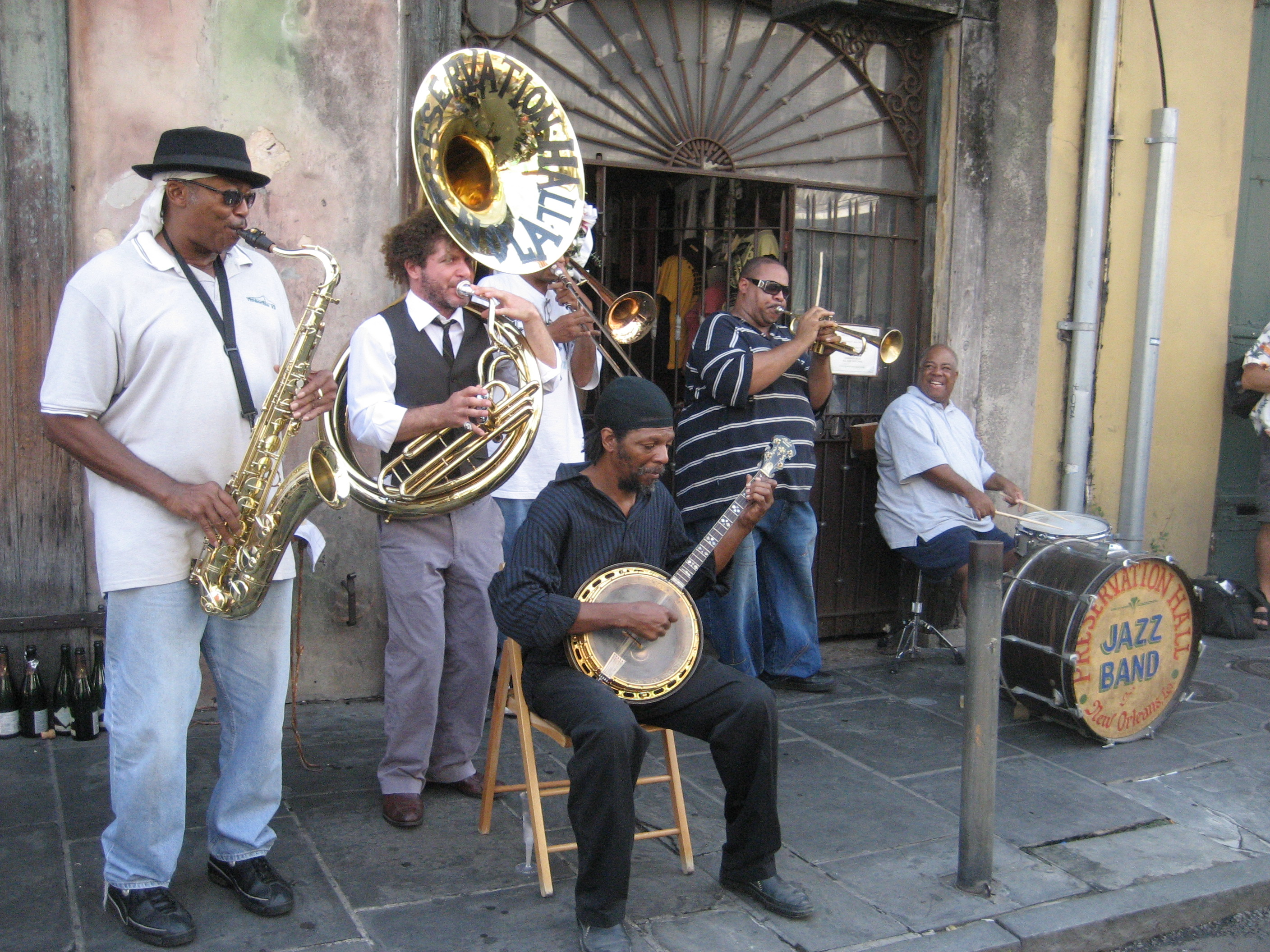
Musiker vor der Preservation Hall (2007)

Die Preservation Hall ist eine Aufführungsstätte des New-Orleans-Jazz im French Quarter der Stadt am Mississippi.

## Gebäude
Das Gebäude in 726 St. Peter Street dient seit 1961 als Bühne für den klassischen, traditionellen Jazz in New Orleans, als der Veranstaltungsort von Allan und Sandra Jaffe eröffnet wurde. Entsprechend wurde die Atmosphäre des frühen 20. Jahrhunderts erhalten: Die Fassade und die Innenwände sind künstlich heruntergekommen und unscheinbar bemalt, alte Holzläden verschließen die Fenster. Die Jazz-Musiker spielen auf einer flachen Bretterbühne in schummrigem Licht. Der hintere Teil des Raums liegt im Dunkeln. Statt der sonst üblichen Klimaanlagen gibt es nur einige Deckenventilatoren über den Musikern. Für das Publikum gibt es nur einige Holzbänke und für die vorderste Reihe nur Sitzkissen. Die meisten Zuhörer stehen ohnehin. Es gibt keine Getränke, kein Essen, Rauchen ist nicht erlaubt und der Eintritt kostet 15 US-Dollar. Es bilden sich oft lange Schlangen für den Einlass, wobei die Hall auch ein Anziehungspunkt für New-Orleans-Touristen ist.
Es gibt eine Stammbesetzung von Jazz-Musikern, die Preservation Hall Jazz Band, die die meisten der regelmäßigen Sessions bestreitet, die aber auch etwa 150 Tage im Jahr weltweit auf Tournee ist. Dafür treten immer wieder andere bekannte Jazz-Musiker auf. Wenn es keine feste Show gibt, werden auch gegen Entgelt Wünsche aus dem Publikum erfüllt. Meist wird abends von 20:30 Uhr bis Mitternacht gespielt.
2006 erhielt die Preservation Hall Jazz Band die National Medal of Arts.

## Geschichte

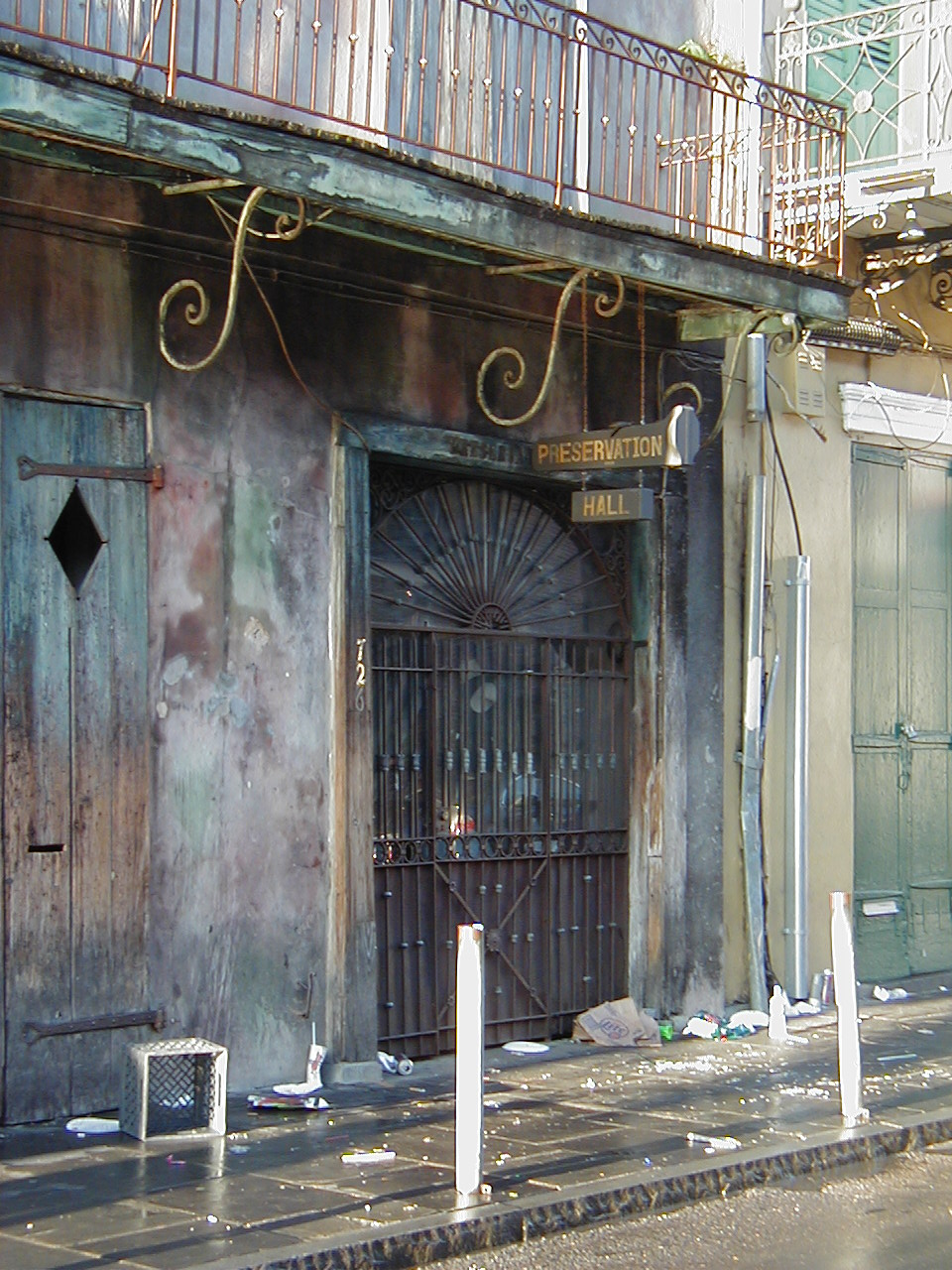
Eingang Preservation Hall (2003)

Das Haus im ältesten Teil von New Orleans wurde bereits um 1750 als Privathaus gebaut, diente im 19. Jahrhundert zwischenzeitlich als Kneipe und später auch als Fotoatelier. Nach dem Zweiten Weltkrieg war die Preservation Hall erst eine Kunstgalerie, in der der Besitzer Larry Borenstein (1919–1981) für seinen Freundeskreis gelegentlich Jamsessions veranstaltete. Da er seine Galerie auch Nachts offen halten musste, hatte er keine Zeit, Jazz zu hören, und kam auf die Idee, Konzerte bei sich abzuhalten (wozu er die Band von Kid Thomas Valentine einlud), wobei er sie zunächst als Übungssitzungen deklarierte, um Gewerkschaft und Vergnügungssteuer zu umgehen. Schließlich kamen Unterstützer wie Barbara Reed auf die Idee, eine gemeinnützige Society for the Preservation of Traditional New Orleans (1961) ins Leben zu rufen, also zur Erhaltung (engl. Preservation) des traditionellen Jazz, womit Auftritte ohne steuerliche Abgaben ermöglicht wurden. Einer der auftretenden Musiker, Allan Jaffe, und seine Frau Sandra übernahmen im Verlauf des Jahres 1961 die Preservation Hall. Jaffe organisierte die Veranstaltungen und rief auch die tourende Band ins Leben. Nach seinem Tod 1987 übernahm seine Frau die Hall und blieb bis zu ihrem Tod Ende 2021 die Besitzerin. Ihr Sohn Ben ist Mitglied der Hausband.
Von dem verheerenden Hurrikan Katrina, der 2005 New Orleans verwüstete, insbesondere vom wochenlangen Hochwasser, war die höher gelegene Nachbarschaft im French Quarter weniger betroffen, so dass bereits im April 2006 die Hall wieder geöffnet wurde, um ihr 45-jähriges Bestehen zu feiern.
Auch zahlreiche Alben wurden in der Traditionsstätte aufgenommen, so etwa das zweite Album des in New Orleans wohnenden Bandleaders Luke Winslow-King, Old/New Baby (2009).